# Clash in Paris
Clash in Paris será um evento de luta livre profissional em formato pay-per-view (PPV) e transmissão ao vivo produzido pela empresa americana WWE. Será o terceiro evento da série Clash, com o nome reduzido da denominação anterior Clash at the Castle, usada em 2022 e 2024. O evento acontecerá no domingo, 31 de agosto de 2025, na Paris La Défense Arena, em La Défense, Nanterre, França, e contará com lutadores das divisões Raw e SmackDown da WWE. Este será o segundo evento PPV e de transmissão ao vivo da WWE no país, após o Backlash France em maio de 2024 — e o primeiro na área metropolitana de Paris.
O evento contará com a primeira e única participação de John Cena em um pay-per-view e transmissão ao vivo na França como lutador, devido à sua aposentadoria da luta livre profissional no final de 2025.

## Produção

### Introdução

O evento será realizado na Paris La Défense Arena, em La Défense, Nanterre, França.

Clash é um evento recorrente de luta livre profissional produzido pela empresa americana WWE desde 2022, realizado em países europeus. O evento original de 2022 foi intitulado Clash at the Castle e aconteceu em Cardiff, País de Gales, com a segunda edição realizada em 2024 em Glasgow, Escócia. Após o sucesso crítico e comercial do Backlash France, que foi o primeiro evento pay-per-view (PPV) e de transmissão ao vivo da WWE na França, o presidente da WWE, Nick Khan, anunciou em um evento em Las Vegas, Nevada, em 16 de janeiro de 2025, que a empresa retornaria à França para outro PPV e evento ao vivo ainda naquele ano.
Em 29 de janeiro, a WWE anunciou oficialmente em seu canal no YouTube e em seu site que voltaria à França em 31 de agosto de 2025 para o terceiro evento da série Clash, intitulado Clash in Paris, que será realizado em La Défense, Nanterre, na Paris La Défense Arena, marcando o primeiro evento da empresa na área metropolitana de Paris. O nome do evento foi abreviado para simplesmente "Clash", após as edições anteriores terem sido intituladas "Clash at the Castle". O episódio de Monday Night Raw de 1º de setembro será transmitido do mesmo local. O Clash in Paris contará com lutadores das marcas Raw e SmackDown e será exibido mundialmente via PPV, além de estar disponível nos serviços de streaming Peacock, nos Estados Unidos, e Netflix, na maioria dos mercados internacionais. Este será o último evento da série Clash transmitido ao vivo pelo Peacock nos Estados Unidos, já que os direitos de transmissão passarão a ser da plataforma de streaming direto ao consumidor da ESPN a partir de abril de 2026.

### Histórias
O evento incluirá lutas resultantes de histórias roteirizadas. Os resultados são predeterminados pelos escritores da WWE nas marcas Raw e SmackDown, enquanto as histórias serão produzidas nos programas semanais de televisão da WWE, Monday Night Raw e Friday Night SmackDown.
No evento exclusivamente feminino Evolution, Stephanie Vaquer, do Raw, venceu a Evolution Battle Royal, garantindo uma luta pelo campeonato mundial feminino no Clash in Paris. Na noite seguinte, no Raw, foi confirmado que a luta seria pelo Campeonato Mundial Feminino do Raw. Posteriormente, no SummerSlam do mês seguinte, Naomi manteve o título de campeã mundial feminina, confirmando assim que ela defenderia o título contra Vaquer no Clash in Paris.
No Money in the Bank, em 7 de junho, John Cena — até então heel — formou dupla com Logan Paul, mas os dois acabaram derrotados. No episódio de 8 de agosto do SmackDown, após ter se tornado face na semana anterior, Cena fez uma reflexão sobre sua carreira e lançou um desafio aberto, que foi respondido por Paul. Após uma troca de provocações, Cena quis enfrentar Paul ainda naquela noite, mas Paul recusou, propondo em vez disso um combate no Clash in Paris — desafio que Cena aceitou.

## Lutas
| Nº                                          | Lutas                                                  | Estipulações                                                  |
| ------------------------------------------- | ------------------------------------------------------ | ------------------------------------------------------------- |
| 1                                           | John Cena vs. Logan Paul                               | Luta individual                                               |
| 2                                           | Seth Rollins (c) vs. CM Punk vs. Jey Uso vs. LA Knight | Luta fatal four-way pelo Campeonato Mundial dos Pesos Pesados |
| 3                                           | Sheamus vs. Rusev                                      | Luta Good Ol' Fashioned Donnybrook                            |
| 4                                           | Roman Reigns vs. Bronson Reed                          | Luta individual                                               |
| (c) – Refere-se aos campeões antes da luta. |                                                        |                                                               |